# Musée de Cerdagne
Le Musée de Cerdagne est un musée d'ethnologie et d'histoire, reconnu « musée de France » depuis 1997.
Situé à Sainte-Léocadie (Pyrénées-Orientales) dans la ferme Cal Mateu, domaine agricole du XVIIIe siècle, inscrit au titre des monuments historiques en 1984, ce musée évoque l'histoire transfrontalière de la Cerdagne, au travers d'expositions sur la vie quotidienne, d'ateliers et d'événements.

## Historique du lieu
Le Musée de Cerdagne est installé depuis 1992 dans la ferme Cal Mateu dont l'histoire remonte au traité des Pyrénées.
À la suite de la guerre de Trente Ans (1618-1648) qui fait rage dans toute l'Europe, la France de Louis XIV et l'Espagne de Philippe IV poursuivent le conflit. Par la signature du traité des Pyrénées (1659), de nouvelles limites frontalières entre les deux royaumes sont définies : le comté d'Artois, douze place-fortes dans les Flandres pour le Nord de la France permettent de mieux protéger la capital parisienne. Pour le Sud, ce sera le versant nord des Pyrénées : la France recupère alors la province du Roussillon, comprenant le Vallespir, le Conflent, le Capcir et trente-trois villages cerdans. Cette adjonction permet une liaison vers le comté de Foix par la vallée du Carol.
La francisation de ce territoire se fait sur une longue durée. D'autres traités sont successivement signés afin de définir toujours plus précisément la frontière, mais aussi afin de clarifier les droits de passage, d'usages de l'eau, les droits de pacage et d'autres éléments inhérents à la géographie du territoire.
Trente ans après le traité des Pyrénées, le notaire de Saillagouse et greffier de la Viguerie, François Sicart est nommé viguier de Cerdagne. Issu d'une famille de drapiers aisée de Llivia, ville restée espagnole après le traité, il choisit de rallier la France en devenant le représentant du roi de France en Cerdagne. Le titre de viguier reste dans la famille Sicart jusqu'à la Révolution française.
Cette ferme, l'une des plus importantes exploitations agricoles de Cerdagne, est à la fois le lieu de résidence du viguier et de sa famille et le lieu d'administration des affaires royales, symbole du pouvoir et de la francisation.
La Révolution française balaie le système de viguerie et, avec lui, la grandeur de la famille Sicart. À la suite de l'incendie du domaine lors des guerres napoléoniennes, François Sicart vend la ferme en 1811 à Mathieu Riu, riche commerçant barcelonais. L'exploitation prend alors le nom de Cal Mateu (chez Mathieu) et est placée en fermage à des paysans locaux. Les derniers fermiers y résident de 1952 à 1994.

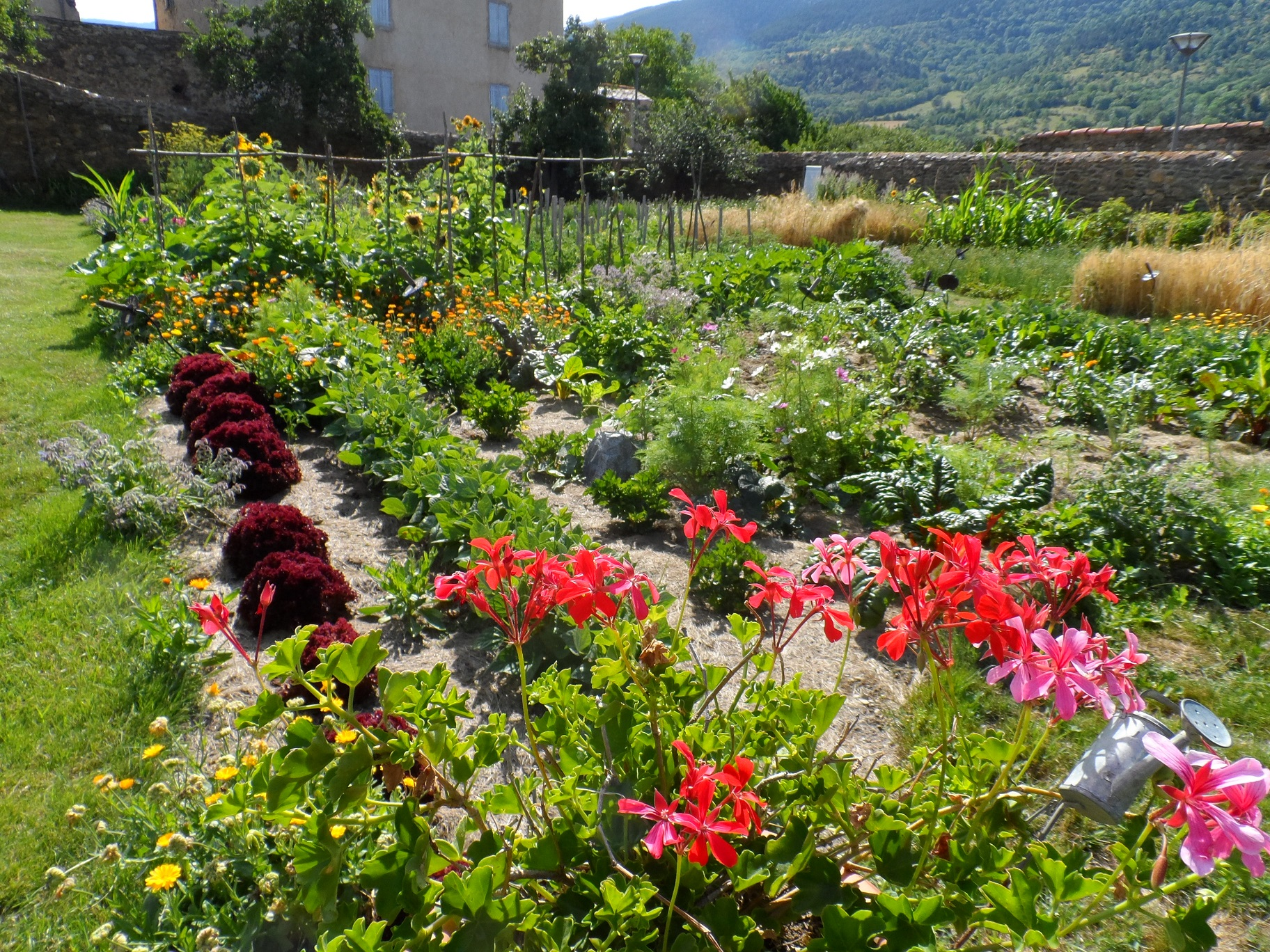

## Historique du musée
En 1982, la mairie de Sainte-Léocadie devient propriétaire du bâtiment.
Ouvert au public en 1992, le Musée de Cerdagne met d'abord en valeur l'important témoignage que représente la ferme Cal Mateu, inscrite au titre des monuments historiques depuis 1984.
En 1993, le Syndicat intercommunal pour la valorisation du patrimoine cerdan voit le jour, faisant naître avec lui le Musée de Cerdagne. Ayant obtenu l'appellation musée de France du ministère de la Culture (1997), il présente à ses visiteurs les multiples facettes du territoire cerdan au fil des siècles, grâce à différentes expositions.
Depuis 2014, la gestion du Musée de Cerdagne est assurée par l'EPIC Office de tourisme /Communauté de communes Pyrénées-Cerdagne.
Au fil du temps, l'édifice a subi un certain nombre de transformations. Son architecture est particulièrement représentative des grandes exploitations cerdanes, adaptées à leur environnement par l'utilisation des matériaux locaux : granit pour les encadrements des portes et fenêtres, schiste pour les murs et pour les toits. Entourée de murs, la ferme s'organise autour d'une cour centrale desservant le logis, bâtiment quadrangulaire enduit de chaux, au nord, le corps de ferme, cœur économique de la maison et au sud, le jardin potager d'altitude pour la subsistance. Aujourd'hui, lieu de biodiversité cultivé dans le respect de la terre, ce jardin est un conservatoire des variétés potagères, céréalières et fourragères du territoire, membre du réseau Potagers de France.
Tout au long de l'année, le Musée de Cerdagne propose des visites guidées et des activités pédagogiques, visant à sensibiliser les grands et les petits au patrimoine régional. Elles permettent de découvrir de façon ludique l'histoire du monument et de ses collections qui gardent en mémoire des siècles d'histoire, de traditions et de savoir-faire anciens, tout faisant un lien sur l'époque actuelle et les phénomènes socio-économiques qui la caractérisent.